# علامت دود

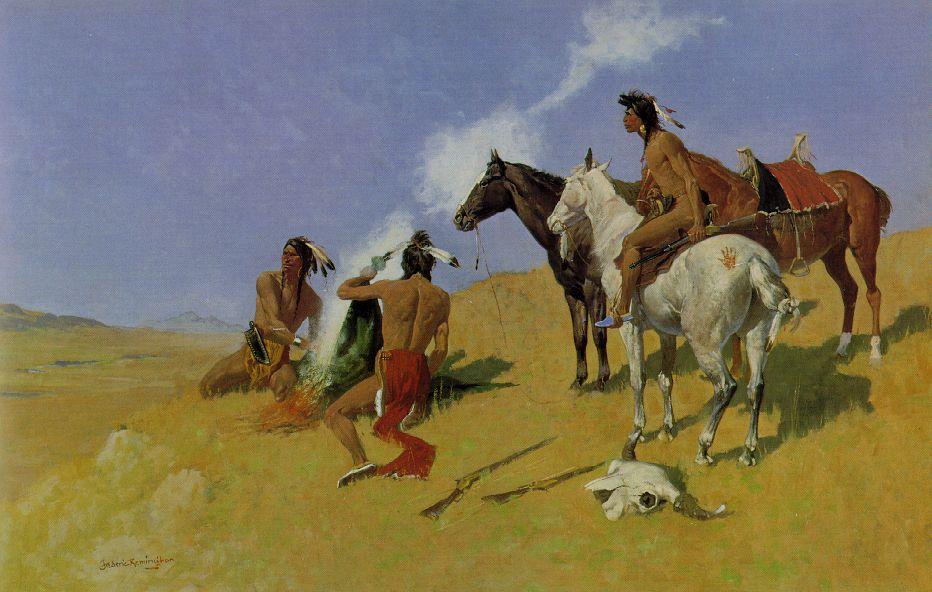
نقاشی‌ای از بومیان آمریکا در حال ارسال پیام دودی، اثری از فردریک رمینگتون

پیغام دودی یکی از قدیمی‌ترین اشکال ارتباط از راه دور است. این نوعی ارتباط تصویری در مسافت طولانی استفاده می‌شد و به‌طور کلی پیام‌های دودی برای انتقال اخبار، پیام خطر یا جمع‌آوری افراد به یک منطقه مشترک به کار می‌رفت.

## تاریخچه و کاربرد
در چین باستان، سربازان مستقر در امتداد دیوار بزرگ چین با استفاده از دو برج به برج، یکدیگر را از حمله قریب‌الوقوع دشمن آگاه می‌کردند. به این ترتیب، آن‌ها توانستند پیامی را تا ۷۵۰ کیلومتر (۴۷۰ مایل) فقط در عرض چند ساعت ارسال کنند.